# Barrage de Boztepe (Malatya)
Pour les articles homonymes, voir Barrage de Boztepe et Boztepe.
Le barrage de Boztepe est un barrage en Turquie dans la province de Malatya sur la rivière Kuruçay.

## Sources
- (tr) « Boztepe (Malatya) Barajı », sur Agence gouvernementale des travaux hydrauliques (DSI).